# John Crowell
John Crowell (15 septembre 1801 - 8 mars 1883) est un homme politique américain qui fut représentant de l'Ohio au Congrès des États-Unis.

## Biographie
Né à East Haddam dans le Connecticut, Crowell part pour l'Ohio en 1806 avec ses parents, qui s'installent à Rome Township, dans le comté d'Ashtabula, où son père, Samuel Crowell, est le premier colon. Il fréquente l'école du district. Il déménage à Warren en 1822 et poursuit sa scolarité à la Warren Academy entre 1822 et 1825. Il étudie admis au barreau en 1827 et commence à pratiquer à Warren. Il est aussi le propriétaire et rédacteur en chef du Western Reserve Chronicle à Warren. Il sert au sénat de l'Ohio en 1840.
Crowell est élu en tant que Whig au trentième et au trente et unième congrès (4 mars 1847 - 3 mars 1851). À l'élection de 1846, il bat John Hutchins, abolitionniste, et Rufus P. Ranney, démocrate. Il n'est pas candidat pour la réélection en 1850.
Il déménage à Cleveland, en Ohio, en 1852, et reprend la pratique du droit.
Il sert dans la milice de l'État pendant vingt ans, ayant le grade de brigadier général et par la suite celui de major-général.
Il devient l'éditeur du Western Law Monthly, publié à Cleveland, et est membre de la faculté de l'Homeopathic Medical College.
Il sert en tant que président de l'Ohio State and Union Law College de Cleveland, de 1862 à 1876, quand il prend sa retraite.
Il meurt à Cleveland le 8 mars 1883 et est enterré dans le cimetière de Lake View.
Crowell épouse Eliza B. Estabrook en 1833, et a quatre enfants.